# DICTATORS CIRCUS FINAL
DICTATORS CIRCUS FINAL（ディクテイターズ・サーカス・ファイナル）は、日本のロックバンドPIERROTが2014年10月24日・10月25日にさいたまスーパーアリーナにて開催したコンサート及びその模様を収録した作品。

## コンサート開催までの経緯
2006年4月12日にPIERROTが解散を発表し、以降メンバーはそれぞれのバンドで活動。解散から丁度8年を迎える3日前の2014年4月9日、「PIERROT 2014.04.12 18:00 新宿アルタビジョン」とだけ記された特設サイトが突如開設される。
4月12日、予告された18時を前に、新宿駅東口にはPIERROTのファン約7000人が占拠。18時になると、新宿アルタビジョンのスクリーンに「HELLO」のミュージックビデオが流れ始め、ビデオのエンディングでは、倒れているマイクスタンドをキリトの手がゆっくりと拾い上げるといった新たな描写が加えられ、「I said HELLO」の文字が浮かび上がり、同年10月24日・10月25日にコンサート「DICTATORS CIRCUS FINAL」を開催する事が発表された。
「DICTATORS CIRCUS FINAL」開催の発表後、特設サイトはそのままPIERROTの公式サイトとして存続し、「声明文」の項目では解散からコンサート開催の発表を迎えるまでの想いが綴られ、コンサートを開催するにあたっては「過去を再生するのではありません。現在のPIERROTを観てください。」と述べた。また、コンサート開催の発表に際してキリトは「8年ぶりの解散ライブなんて白々しいものではありません。今、やれると思ったからやるだけです。」とブログで述べた。

### 反響
4月9日に詳細不明のアナウンスがされた時点で多くのミュージシャン、業界人、ファンらが興奮・動揺している様子や驚く様子、展開に期待をする様子等様々な反応がTwitter上で散見され、コンサートの開催が発表されると喜びの声や、過去のPIERROTの回想にふける様子が見られた。
- HISASHI[6]（GLAY）
- ルキ[7]（the GazettE）
- YUKKE[8]（ムック）
- Ni〜ya[9]（ナイトメア）
- 成瀬瑛美[10]（でんぱ組.inc）
- 葉月[11]（lynch.）
- 燿[12]（摩天楼オペラ）
- 圭[13]（baroque）
- 殊[14]（amber gris）
- 団長[15]（NoGoD）
- 松本誠治[16]（the telephones）
- 浅井博章[17]
- 杉本善徳[18]
- 渡辺静[19]

また、ヴィジュアル系ファンとして知られる東海林のり子は、このPIERROTの再集結発表に際して「ヴィジュアル系の歴史の中でも大きなポイントになると思う」とコメントした。

## 概要
2日間行われたコンサートの1日目（10月24日）には-I SAID「HELLO」-、2日目（10月25日）には-BIRTHDAY-とそれぞれサブタイトルがつけられた。1日目の1曲目には、解散後にラストシングルとして発売され、サブタイトルにもなっている「HELLO」から始まった。キリトはMCで再三に渡り「久しぶりという気がしない」と述べ、全25曲を披露。
2日目の「-BIRTHDAY-」は、メジャー3作目のアルバム『HEAVEN〜THE CUSTOMIZED LANDSCAPE〜』からの楽曲「HEAVEN」から始まり、アンコールでのMCでキリトはファンに向けて「今を生きてください。」、「俺たちも帰るべき今に帰ります。」、「目の前にある今を抱きしめて生きていきましょう」と述べた。
また、PIERROTの今後について、「これから先のことは何も決まっていないし、何の約束はできないですが、PIERROTというバンドはここで終わりだということも言いません。」と述べた。コンサートが終演を迎えようとした際に、再び観客からアンコールの掛け声が響き、メンバーはステージ上で相談し始め、最後に「蜘蛛の意図」を演奏して終演した。

## 備考
- 1日目のみWOWOWで生中継された。

- PIERROT解散後にメンバーそれぞれが在籍したバンドAngelo、LM.C、ALvinoのメンバーであるKaryu、ギル、maya[24]、Shota[25]、KOJI[26]全員がコンサートに訪れており、その他LEVIN[27]、YUKKE[28]、有村竜太朗[29]、坂本美雨[30]、HIZUMI[31]、マナブ（SCREW）[32]、公大（Royz）[33]、京本有加[34]もコンサートに訪れた。

- コンサート開催期間中、AijiのTwitterのアカウント名が「PIERROT アイジ」となっていた。コンサート終了後は「LM.C Aiji」に戻っている。

## 映像作品
コンサートの模様を収録したBlu-ray及びDVDを2014年11月25日に完全受注限定で発売。以下の豪華スペシャルBOX仕様と日別の模様を収録した通常盤が発売された。
- 『DICTATORS CIRCUS FINAL 2014.10.24 - I SAID 「HELLO」- 2014.10.25 - BIRTHDAY – at SAITAMA SUPER ARENA』

豪華スペシャルBOX仕様として、両日の模様を完全収録し、メイキング映像も含む。
- 『DICTATORS CIRCUS FINAL 2014.10.24 - I SAID 「HELLO」- at SAITAMA SUPER ARENA』

1日目の模様を全曲収録。
- 『DICTATORS CIRCUS FINAL 2014.10.25 - BIRTHDAY – at SAITAMA SUPER ARENA』

2日目の模様を全曲収録。

### 収録曲

#### 2014.10.24 - I SAID 「HELLO」-
1. HELLO
2. PIECES
3. PSYCHEDELIC LOVER
4. ENEMY
5. Adolf
6. 脳内モルヒネ
7. トリカゴ
8. 壊れていくこの世界で
9. REBIRTH DAY
10. PURPLE SKY
11. COCOON
12. AGITATOR
13. ネオグロテスク
14. ゲルニカ
15. MAD SKY-鋼鉄の救世主-
16. MYCLOUD
17. ATENA
18. CREATURE

- アンコール

1. THE LAST CRY IN HADES(NOT GUILTY)
2. 鬼と桜
3. HILL-幻覚の雪-
4. 満月に照らされた最後の言葉
5. *自主規制
6. 蜘蛛の意図
7. SEPIA

#### 2014.10.25 - BIRTHDAY –
1. HEAVEN
2. 新月
3. ENEMY
4. Adolf
5. 脳内モルヒネ
6. トリカゴ
7. 真っ赤な花
8. 深い眠りが覚めたら
9. ANSWER
10. PIECES
11. 神経がワレル暑い夜
12. ネオグロテスク
13. 夕闇スーサイド
14. MAGNET HOLIC
15. MAD SKY-鋼鉄の救世主-
16. 薔薇色の世界
17. ATENA
18. クリア・スカイ

- アンコール

1. ラストレター
2. BIRTHDAY
3. SUPER STRING THEORY
4. ドラキュラ
5. SEPIA
6. HUMAN GATE
7. CHILD

- アンコール2

1. 蜘蛛の意図

## ライブアルバム
2015年4月1日、コンサートの模様を収録したPIERROT初のライブ・アルバム（2枚組）『DICTATORS CIRCUS FINAL』を発売。

### 収録曲

#### [DISC.1] 2014.10.24 - I SAID 「HELLO」-
1. HELLO
2. PIECES
3. Adolf
4. トリカゴ
5. 壊れていくこの世界で
6. REBIRTH DAY
7. AGITATOR
8. ゲルニカ
9. MAD SKY-鋼鉄の救世主-
10. ATENA
11. CREATURE
12. THE LAST CRY IN HADES(NOT GUILTY)
13. 鬼と桜
14. 蜘蛛の意図
15. SEPIA

#### [DISC.2] 2014.10.25 - BIRTHDAY –
1. HEAVEN
2. 新月
3. ENEMY
4. 脳内モルヒネ
5. 深い眠りが覚めたら
6. ANSWER
7. ネオグロテスク
8. MAGNET HOLIC
9. クリア・スカイ
10. ラストレター
11. BIRTHDAY
12. SUPER STRING THEORY
13. ドラキュラ
14. HUMAN GATE
15. CHILD